# Midvale (Ohio)
Pour les articles homonymes, voir Midvale.
Midvale est un village américain situé dans le comté de Tuscarawas, dans l'Ohio. Selon le recensement de 2010, sa population est de 754 habitants.